# Serif Europe
Serif (Europe) Ltd (セリフ・ヨーロッパ) は、イギリスのノッティンガムに本社を置くコンピュータ・ソフトウェア会社である。Affinityシリーズをはじめとするグラフィックソフトウェアの開発・販売を行う。
2024年3月26日にオンラインデザインソフト大手のCanvaに買収されCanvaファミリーになった。

## 歴史
セリフは1987年に創業し、Microsoft Windows用のデスクトップパブリッシング(DTP)ソフトウェアの開発を行った。最初の製品であるPageStarはWindows 2.0用ソフトウェアとして販売。後にPageStarの後継であるPagePlus(1990年)、DrawPlus (1994年)、PhotoPlus(1999年)、WebPlus(2000年)、MoviePlus(2003年)などを販売。Windowsにおけるグラフィックソフトウェアメーカーとして老舗のポジションを得る。
2014年にAffityシリーズを立ち上げる。Affinityシリーズの立ち上げの理由は、DrawPlusをはじめとする旧来のソフトウェアは動作環境がWindowsに限定されていた事、そして度重なるアップデートでメンテナンスが困難であった事の改善が理由と語られた。古いコードを一新したAffinityシリーズはmacOSとWindowsのプラットフォームで提供された。2014年にベクターアート&デザイン用ソフトウェアのAffinity Designerを発売。2015年に写真編集&デザイン用ソフトウェアのAffinity Photoを発売。2019年にデスクトップパブリッシング用ソフトウェアのAffinity Publisherを発売。Affinity DesignerおよびAffinity PhotoはiPad用アプリケーションも展開されている。
2024年3月26日、CanvaはSerif Europeを買収すると発表した。
2024年3月27日、Affinityスイートの教育機関および非営利団体への無料提供を計画していると発表した。

## 製品

### 現在の製品

#### Windows、macOS向け
- Affinity Designer: ベクターグラフィックデザインソフトウェア。2014年にリリース。
- Affinity Photo: デジタル画像編集ソフトウェア。2015年にリリース。
- Affinity Publisher: デスクトップパブリッシングソフトウェア。2019年にリリース。

#### iPad向け
- Affinity Designer: ベクターグラフィックデザインソフトウェア。2015年にリリース。
- Affinity Photo: デジタル画像編集ソフトウェア。2017年にリリース。
- Affinity Publisher: デスクトップパブリッシングソフトウェア。2022年にリリース。

### 過去の製品(販売または保守が終了)
- PagePlus:Windows用のデスクトップパブリッシングソフトウェア。Affinity Publisherに置き換えられた。
- DrawPlus: Windows用のグラフィックデザインソフトウェア。Affinity Designerに置き換えられた。
- PhotoPlus:Windows用の画像編集ソフトウェア。Affinity Photoに置き換えられた。

### 生産終了品
- WebPlus: Windows用のWebサイトデザインソフトウェア。
- MoviePlus: Windows用のビデオ編集ソフトウェア。
- Digital Scrapbook Artist: Windows用の画像編集ソフトウェア。デジタル写真の管理、修正などに使われた。
- CraftArtist: Windows用の画像編集ソフトウェア。イラストの制作などに使われた。
- PanoramaPlus: Windows用の画像編集ソフトウェア。写真の合成や修正に使われた。
- PhotoStack: Windows用の画像編集およびファイル管理のソフトウェア。
- AlbumPlus: Windows用の画像管理ソフトウェア。
- Scan, Stitch, and Share: Windows用の画像合成ソフトウェア。
- FontManager: Windows用のフォント管理ソフトウェア。